# One Piece: Episode of Alabasta: Sabaku no Ōjo to Kaizokutachi
Gekijōban  One Piece : Episode of Alabasta: Sabaku no Ōjo to Kaizokutachi  (Nhật: 劇場版ワンピース エピソードオブアラバスタ 砂漠の王女と海賊たち Hepburn: Gekijōban Wan Pīsu: Episōdo Obu Arabasuta: Sabaku no Ōjo to Kaizokutachi, lit. Bản kịch trường One Piece Film: Episode of Alabasta: Nữ vương sa mạc và Các hải tặc) là phim anime Nhật Bản 2007 phát hành bởi Toei Company. Đây là phim chủ đề thứ 8 dựa trên One Piece và chuyển thể từ manga gốc của Oda Eiichiro.
Phim của đạo diễn Imamura Takahiro. Kịch bản do Uesaka Hirohiko viết dựa trên cốt truyện của Uda Kōnosuke, Inou Eisaku, Ootsuka Ken,  Yokoyama Kenji và Imamura Takahiro. Inoue Eisaku cũng phụ trách cho phần đồ họa cũng như đạo diễn hoạt họa.
Ở Nhật Bản, phim được công chiếu vào ngày 3 tháng 3 năm 2007. Phim đứng vị trí thứ hai trên bảng xếp hạng phòng vé và đạt doanh thu  $7,075,924. Worldwide, the film has grossed a total of $7,090,891.

## Phân vai lồng tiếng
- Tanaka Mayumi vai Monkey D. Luffy
- Nakai Kazuya vai Roronoa Zoro
- Okamura Akemi vai Nami
- Yamaguchi Kappei vai Usopp
- Hirata Hiroaki vai Sanji
- Ohtani Ikue vai Tony Tony Chopper
- Watanabe Misa vai Nefertari Vivi
- Ōtomo Ryūzaburō vai Crocodile (Mr. 0)
- Yamaguchi Yuriko vai Nico Robin (Miss All Sunday)
- Kayumi Iemasa vai Nefertari Cobra
- Kusao Takeshi vai  Koza
- Nojima Kenji vai Pell
- Uemura Kihachirō vai Chaka
- Yao Kazuki vai Bon Clay (Mr. 2)
- Inada Tetsu vai Daz Bones (Mr. 1)
- Tachibana Yuko vai Miss Doublefinger
- Takatsuka Masaya vai Mr. 4
- Kingetsu Mami Miss Merry Christmas
- Keisuke vai Mr. 7
- Naka Tomoko vai Miss Father's Day
- Sonobe Keiichi vai Terracotta
- Kusao Takeshi vai Jaguar D. Saul
- Aono Takeshi vai Lasso

## Chuyển thể
Shueisha đã tạo ra hai chuyển thể từ phim: một là truyện phim và một là light novel cả hai đều mang tên Gekijōban One Piece: Episōdo obu Arabasuta: Sabaku no Ōjo to Kaizoku-tachi (劇場版One Piece エピソード オブ アラバスタ 砂漠の王女と海賊たち, lit. Gekijōban One Piece: Episode of Alabasta: Sabaku no Ōjo to Kaizoku-tachi). Truyện phim (ISBN 978-4-08-874236-6) được phát hành vào ngày 4, light novel (ISBN 978-4-08-703178-2) vào ngày 7 tháng 3 năm 2007.